# ليام ريدموند
ليام ريدموند (بالإنجليزية: Liam Redmond)‏ هو ممثل أيرلندي، ولد في 27 يوليو 1913 في جمهورية أيرلندا، وتوفي في 28 أكتوبر 1989 بدبلن في جمهورية أيرلندا.

## أعمال

### أفلام
- (1975) باري ليندون

## وصلات خارجية
- ليام ريدموند على موقع IMDb (الإنجليزية)
- ليام ريدموند على موقع تيرنر كلاسيك موفيز (الإنجليزية)
- ليام ريدموند على موقع أول موفي (الإنجليزية)
- ليام ريدموند على موقع قاعدة بيانات برودواي على الإنترنت (الإنجليزية)
- ليام ريدموند على موقع إن إن دي بي (الإنجليزية)
- ليام ريدموند على موقع قاعدة بيانات الفيلم (الإنجليزية)